# Philbornea magnifolia
Philbornea magnifolia là một loài thực vật có hoa trong họ Linaceae. Loài này được (Stapf) Hallier f. miêu tả khoa học đầu tiên năm 1912.